# بيرث ماير
بيرث ماير (بالهولندية: Berthe Meijer)‏ هي صحفية وكاتبة العمود وكاتِبة هولندية، ولدت في 21 أبريل 1938 في أمستردام في هولندا، وتوفيت في 10 يوليو 2012.